# Ozicrypta combeni
Ozicrypta combeni is een spinnensoort uit de familie Barychelidae. De soort komt voor in Queensland.